# Henri de La Trémoille
Henri de La Trémoille (Thouars, 22 dicembre 1598 – Thouars, 21 gennaio 1674) fu il terzo duca di Thouars, secondo duca di La Tremoille, e principe di Talmond e Taranto.
Era il figlio di Claudio de La Trémoille e di sua moglie, Carlotta Brabantina di Nassau, e un discendente del generale medievale Louis de la Trémoille.

## Famiglia
La Trémoille sposò sua cugina di primo grado, Marie de La Tour d'Auvergne, nel 1619. Ebbero cinque figli: Henri Charles, Louis Maurice, Élisabeth, Marie Charlotte de La Trémoille, e Armand-Charles.

## Carriera
Il padre di La Trémoille, Claudio, si era convertito al protestantesimo durante le guerre di religione francesi, ma La Trémoille si convertì al cattolicesimo all'epoca del Cardinale Richelieu e Luigi XIII soppresse la ribellione ugonotta all'assedio di La Rochelle nel 1628. Sua moglie mandò i loro figli dai suo parenti nei Paesi Bassi, assicurandosi che fossero allevati da calvinisti. Inoltre ella manteneva una corte riformata con funzioni religiose, cosa che il marito tollerava.
Dopo l'assedio, La Trémoille continuò a servire nell'esercito francese, venendo ferito in azione in Italia. A seguito di tale campagna, La Trémoille passò a una carriera politica.
Nel 1668, Henri afflitto da gotta, lasciò le attività del suo ducato al figlio maggiore. Morì il 21 gennaio 1674 e fu sepolto a Thouars.

## Antenati e rivendicazioni
La Trémoille era l'erede generale di Federico I di Napoli e della sua prima moglie Anna di Savoia, e successe alle rivendicazioni cipriote del titolo di Re di Gerusalemme quando suo padre morì. Era erede generale di Anna di Savoia, la cui figlia Carlotta diventò nel 1499 l'erede de jure delle rivendicazioni dei Re di Cipro al trono di Gerusalemme. Poiché Federico I era il secondo figlio maschio di Isabella di Taranto e Ferrante I di Napoli, egli successe anche nelle rivendicazione di Brienne sul Regno di Gerusalemme del suo lontano cugino Giovanni Casimiro di Polonia alla morte di quest'ultimo nel 1672, unendo le successioni di Brienne e di Cipro alla corona de jure di Gerusalemme.

## Ascendenza
|                                     |                                    |                                     | Genitori                               |  |  | Nonni |  |  | Bisnonni                       |  |  | Trisnonni                     |  |
|                                     |                                    |                                     |                                        |  |  |       |  |  | 8. François II de La Trémoille |  |  | 16. Charles I de La Trémoille |  |
|                                     |                                    |                                     |                                        |  |  |       |  |  | 8. François II de La Trémoille |  |  | 16. Charles I de La Trémoille |  |
|                                     |                                    | 17. Louise de Coëtivy               |                                        |  |  |       |  |  | 8. François II de La Trémoille |  |  |                               |  |
| 4. Louis III de La Trémoille        |                                    |                                     |                                        |  |  |       |  |  | 8. François II de La Trémoille |  |  |                               |  |
|                                     |                                    | 9. Anne de Laval                    | 18. Guy XVI de Laval                   |  |  |       |  |  |                                |  |  |                               |  |
|                                     |                                    | 9. Anne de Laval                    | 18. Guy XVI de Laval                   |  |  |       |  |  |                                |  |  |                               |  |
|                                     |                                    | 9. Anne de Laval                    | 19. Carlotta d'Aragona                 |  |  |       |  |  |                                |  |  |                               |  |
| 2. Claude de La Trémoille           |                                    | 9. Anne de Laval                    |                                        |  |  |       |  |  |                                |  |  |                               |  |
|                                     |                                    | 10. Anne de Montmorency             | 20. Guillaume de Montmorency           |  |  |       |  |  |                                |  |  |                               |  |
|                                     |                                    | 10. Anne de Montmorency             | 20. Guillaume de Montmorency           |  |  |       |  |  |                                |  |  |                               |  |
|                                     |                                    | 10. Anne de Montmorency             | 21. Anne Pot                           |  |  |       |  |  |                                |  |  |                               |  |
| 5. Jeanne de Montmorency            |                                    | 10. Anne de Montmorency             |                                        |  |  |       |  |  |                                |  |  |                               |  |
|                                     |                                    | 11. Maddalena di Savoia             | 22. Renato di Savoia-Villars           |  |  |       |  |  |                                |  |  |                               |  |
|                                     |                                    | 11. Maddalena di Savoia             | 22. Renato di Savoia-Villars           |  |  |       |  |  |                                |  |  |                               |  |
|                                     |                                    | 11. Maddalena di Savoia             | 23. Anna Lascaris                      |  |  |       |  |  |                                |  |  |                               |  |
| 1. Henri de La Trémoille            |                                    | 11. Maddalena di Savoia             |                                        |  |  |       |  |  |                                |  |  |                               |  |
|                                     | 12. Willem I van Nassau-Dillenburg | 24. Johan V van Nassau-Siegen       |                                        |  |  |       |  |  |                                |  |  |                               |  |
|                                     | 12. Willem I van Nassau-Dillenburg | 24. Johan V van Nassau-Siegen       |                                        |  |  |       |  |  |                                |  |  |                               |  |
|                                     | 12. Willem I van Nassau-Dillenburg | 25. Elisabeth von Hessen-Marburg    |                                        |  |  |       |  |  |                                |  |  |                               |  |
| 6. Willem I van Oranje              | 12. Willem I van Nassau-Dillenburg |                                     |                                        |  |  |       |  |  |                                |  |  |                               |  |
|                                     |                                    | 13. Juliana zu Stolberg-Wernigerode | 26. Botho VIII zu Stolberg-Wernigerode |  |  |       |  |  |                                |  |  |                               |  |
|                                     |                                    | 13. Juliana zu Stolberg-Wernigerode | 26. Botho VIII zu Stolberg-Wernigerode |  |  |       |  |  |                                |  |  |                               |  |
|                                     |                                    | 13. Juliana zu Stolberg-Wernigerode | 27. Anna von Eppstein-Königstein       |  |  |       |  |  |                                |  |  |                               |  |
| 3. Charlotte Brabantina van Nassau  |                                    | 13. Juliana zu Stolberg-Wernigerode |                                        |  |  |       |  |  |                                |  |  |                               |  |
|                                     |                                    | 14. Louis III de Montpensier        | 28. Louis de Bourbon-Vendôme           |  |  |       |  |  |                                |  |  |                               |  |
|                                     |                                    | 14. Louis III de Montpensier        | 28. Louis de Bourbon-Vendôme           |  |  |       |  |  |                                |  |  |                               |  |
|                                     |                                    | 14. Louis III de Montpensier        | 29. Louise de Bourbon-Montpensier      |  |  |       |  |  |                                |  |  |                               |  |
| 7. Charlotte de Bourbon-Montpensier |                                    | 14. Louis III de Montpensier        |                                        |  |  |       |  |  |                                |  |  |                               |  |
|                                     |                                    | 15. Jacqueline de Longwy            | 30. Jean IV de Longwy                  |  |  |       |  |  |                                |  |  |                               |  |
|                                     |                                    | 15. Jacqueline de Longwy            | 30. Jean IV de Longwy                  |  |  |       |  |  |                                |  |  |                               |  |
|                                     |                                    | 15. Jacqueline de Longwy            | 31. Jeanne d'Angoulême                 |  |  |       |  |  |                                |  |  |                               |  |
|                                     |                                    | 15. Jacqueline de Longwy            |                                        |  |  |       |  |  |                                |  |  |                               |  |

| Controllo di autorità | VIAF (EN) 232446246 · ISNI (EN) 0000 0003 6630 8959 · CERL cnp01426529 · GND (DE) 1020054441 · BNF (FR) cb149783710 (data) |